# Daïra d'El Affroun
La daïra d'El Affroun est une daïra d'Algérie située dans la wilaya de Blida et dont le chef-lieu est la ville éponyme d'El Affroun, ⵍⵍⵄⴻⴼⵕⵓⵏ, Llɛefṛun.

## Communes de la daïra
La daïra est composée de deux communes : El Affroun et Oued Djer.

## Géographie
| Daïra d'Ahmar El Aïn (Wilaya de Tipaza) | Daïra de Koléa (Wilaya de Tipaza)       |                  |
| Daïra d'Ahmar El Aïn (Wilaya de Tipaza) | Daïra d'El Affroun                      | Daïra de Mouzaïa |
| Daïra de Boumedfaa (Wilaya d'Aïn Defla) | Daïra de Boumedfaa (Wilaya d'Aïn Defla) | Daïra de Mouzaïa |